# Werner Sutermeister

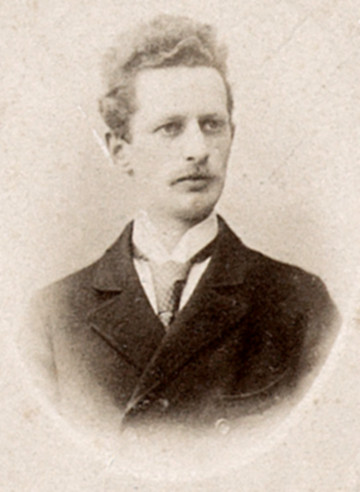
Werner Sutermeister um 1896

Werner Sutermeister (* 1868 in Zofingen; † 19. April 1939 in Bern) war ein Schweizer Schriftsteller, der für seine Schüttelreime bekannt war.

## Leben
Werner Sutermeister besuchte das Gymnasium Kirchenfeld in Bern. Danach studierte er Geschichte, Deutsch und Philosophie in Basel, Leipzig und Bern. 1891 machte er das Sekundarlehrerpatent. 1894 promovierte er mit der Dissertation Metternich und die Schweiz 1840–1848.
Während sechs Jahren wirkte er als Lehrer an der Oberabteilung der stadtbernischen Mädchenschule. Im „Frühjahr 1900 wurde er an das Gymnasium Bern gewählt und hat hier während 37 Jahren, am Progymnasium und an der Literaturschule, später auch an der Handelsschule, Geschichte und Deutsch unterrichtet. […] Jahrelang hat er auch das Orchester des Gymnasiums geleitet. “
Sutermeister schrieb auch für die Berner Tageszeitung Der Bund:

„Er war ein Meister der leichtgeschürzten Philosophie, und er schüttelte das Kaleidoskop der deutschen Sprache, um sich und uns mit den neckischen Zufallstreffern seiner Reime zu erfreuen. So hat er manche heitere, aber auch manche nachdenkliche Note in unsern Zeitungstext hereingetragen“

Im November 2012 zitierte Ueli Maurer in seiner Ustertagsfeier-Rede Freiheit in Gefahr Sutermeisters Dissertation: „Metternich meint: ‚Die Schweiz steht heute allein als Republik und sie dient den Unruhestiftern aller Art zum Freihafen.‘“

## Schriften

### Eigenes
- Metternich und die Schweiz, 1840–1848. Dissertation. Bern 1895, OCLC 68821762.
- Zur politischen Dichtung der deutschen Schweiz, 1830–1848. In: Neujahrs-Blatt der Litterarischen Gesellschaft Bern auf das Jahr 1908. Literarische Gesellschaft Bern, Bern 1907, OCLC 38683043.
- Schüttelreime Rechtfertigung und Der Schmierenschauspieler. In: Werner Schmid (Hrsg.): Das fröhliche Schweizerbuch. Novellen, Skizzen und Gedichte von neunundsechzig schweizerischen Dichtern und Dichterinnen. Rascher & Cie. AG, Zürich 1931. Seiten 368–370. OCLC 83552916
- Der fröhliche Apfelbaum. 1. Auflage. Hans Huber Verlag, Bern 1932, OCLC 250097585.
  - Der fröhliche Apfelbaum. 2. Auflage. Gute Schriften, Bern 1973, ISBN 3-7185-0383-2.
- Der Schüttelbecher. Hans Huber Verlag, Bern 1938, OCLC 72226954.

### Als (Mit)Herausgeber
- Festschrift zum hundertsten Geburtstag von Jeremias Gotthelf (= Verein für Verbreitung Guter Schriften. Band 26). Bern 1897, OCLC 603497419.
- Gottlieb Jakob Kuhn: Erzählungen (= Verein für Verbreitung Guter Schriften. Band 28). Bern 1898, OCLC 604320978.
- Mit Eberhard Dennert und Eugen Sutermeister (Hrsg.): Volks-Universal-Lexikon: Ein Nachschlage- und Belehrungsbuch für alle Fälle und Lagen des täglichen Lebens. Ulrich Meyer, Berlin 1902, OCLC 79118168.